# Josef Jenewein

Betrieb von Josef Jenewein in Innsbruck (vor 1900)

Forst bei Meran

Surén

Inzing

Teser im Fleimstal

Josef Jenewein war ein Betreiber von Klenganstalten mit Dampf- und Wasserbetrieb, mit Hauptsitz in Innsbruck.

## Geschichte
Gegen Ende des 18. Jahrhunderts begann in Mitteleuropa die gewerbsmäßige Herstellung und Gewinnung von Sämereien, welche zur Aussaat verwendet wurden, sich zu entwickeln. Dies geschah damals auf sehr einfache Weise, indem während des Herbstes die Zapfen frisch von den Bäumen gepflückt oder von den Zweigen der gefällten Stämme abgenommen wurden, um dann in der Weise gedarrt zu werden, dass man die Zapfen tagsüber auf dem Ofen liegen ließ. Beim Heimgarten im Verlaufe des langen Winters wurde dann Korn für Korn aus den Hülsen mittels einer Ahle herausgestochen.
Sobald sich der Sack mit ausgelesenen Körnern füllte, wurde er auf dem Handelsweg zu Fuß transportiert. Absatzgebiete waren die Orte, wo große Messen abgehalten wurden, wie zum Beispiel Augsburg, Nürnberg, Leipzig und andere Märkte. Auf diesen Messen wurden die Samen in kleinen und großen Mengen verkauft. Diese Art der Ernte und des Verkaufes brachte keinen großen Gewinn ein, doch hatte das Saatgut aus den Tiroler Alpen traditionell einen guten Ruf und konnte sich gegen die Konkurrenz behaupten.
1815 wurde das Unternehmen Jenewein begründet. Der Betrieb wurde fabriksmäßig gestaltet, die früher zerstreuten Arbeiter wurden zentral herangezogen und im In- und Ausland dauerhafte Absatzgebiete geschaffen.
Das sogenannte „Klengen“ fand innerhalb größerer Räume statt. Die Fruchtzapfen der Forstbäume wurden auf sogenannte Horden gelegt, um sie mit einfach angelegten Heizvorrichtungen zum Zerplatzen zu bringen. In Kübeln oder Trommeln wurden sie durch Wasserkraft so lange hin und her geschleudert, bis die Samenkörner von selbst herausfielen und nach erfolgter Reinigung mit einem Sieb und Handmühle als marktfähige Ware im Großen hergestellt waren. Auf diesem Wege war aus einer ursprünglichen Hausarbeit ein richtiges Gewerbe entstanden.
Nach der Einführung einer industriellen Waldwirtschaft steigerte sich Nachfrage und Bedarf. In verschiedenen Tälern wurden Samenmühlen oder „Samenklengen“ errichtet. Die Nähe zur Quelle des Rohmaterials brachte den Vorteil mit sich, dass die Notwendigkeit weiten Transportes des Rohmaterials und die dadurch bedingten hohen Kosten von selbst entfielen. Das Unternehmen hatte Betriebe in Inzing im Oberinntal, in Forst bei Meran, in Teser im Fleimstal und in Sur En in Graubünden. Die Dampfklenge war in der Zentrale zu Innsbruck, von wo auch die technische und kommerzielle Leitung ausging. Durch die Verwendung der Dampfkraft hatte die Samenerzeugungs-Industrie große Entwicklungen machen können. Durch sie konnte die vorher beim Ausklengen fast unvermeidliche Feuersgefahr auf ein Minimum reduziert werden und in kurzer Zeit die größtmögliche Menge des Produktes hergestellt werden.
Jenewein war bei zahlreichen Ausstellungen und Wettbewerben durch Ehrendiplome, goldene und silberne Medaillen, Staatspreise und Anerkennungsdiplome ausgezeichnet worden. Für ihre Verdienste wurde es zum k.u.k. Hoflieferanten ernannt.